# Christof Schwaller
Christof Schwaller (Recherswil, 3 ottobre 1966) è un giocatore di curling svizzero.

## Biografia
Partecipò all'età di 35 anni ai XIX Giochi olimpici invernali edizione disputata a Salt Lake City (Stati Uniti d'America) nel 2002, riuscendo ad ottenere la medaglia di bronzo nella squadra svizzera con i connazionali Andi Schwaller, Markus Eggler, Damian Grichting e Marco Ramstein.
Nell'edizione la nazionale norvegese ottenne la medaglia d'oro, la canadese quella d'argento.